# Gwiazda Dawida

Gwiazda Dawida, magen Dawid – מגן דוד, narodowy symbol Izraela

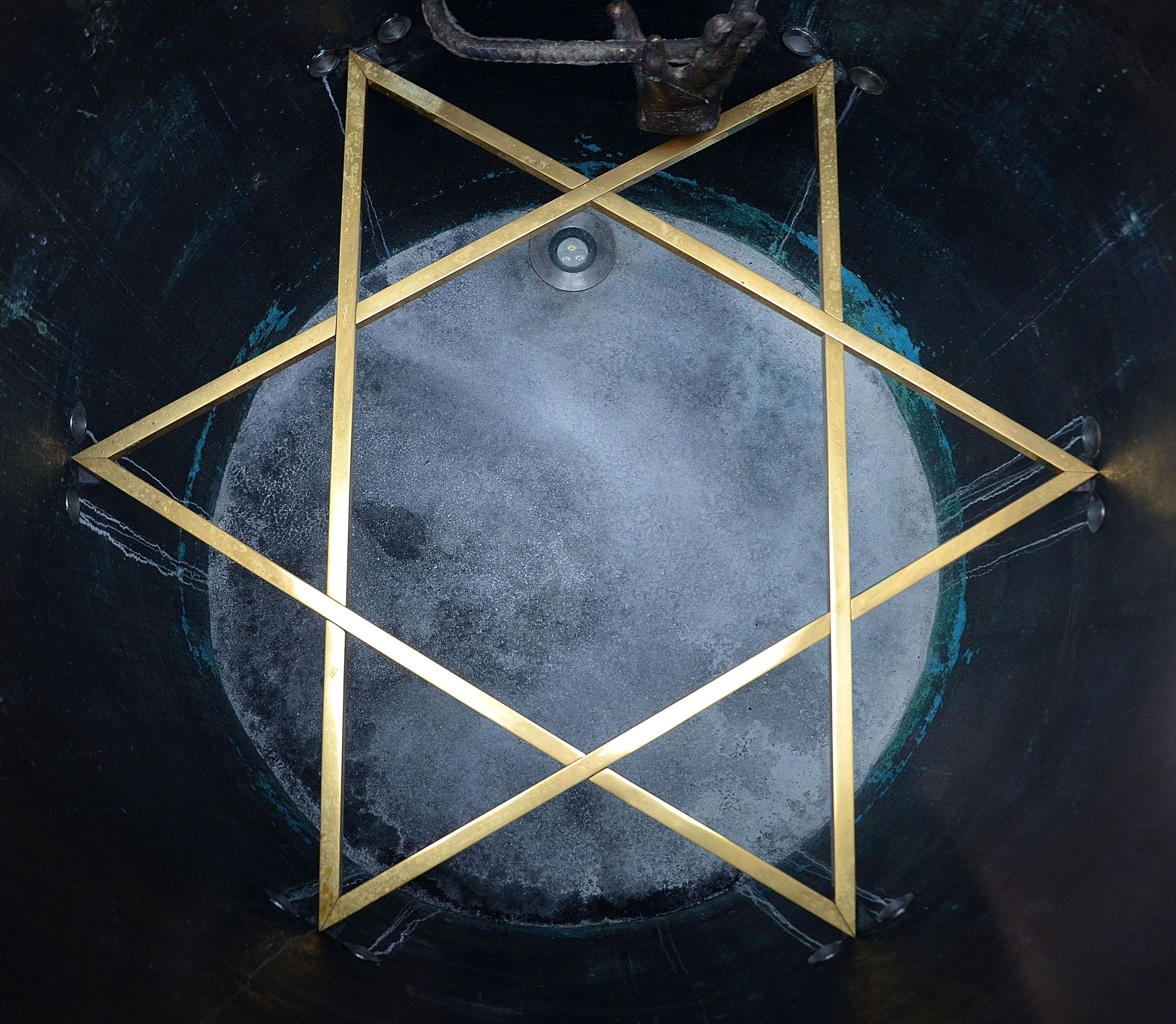
Gwiazda Dawida, element pomnika Ewakuacji Bojowników Getta Warszawskiego w Warszawie

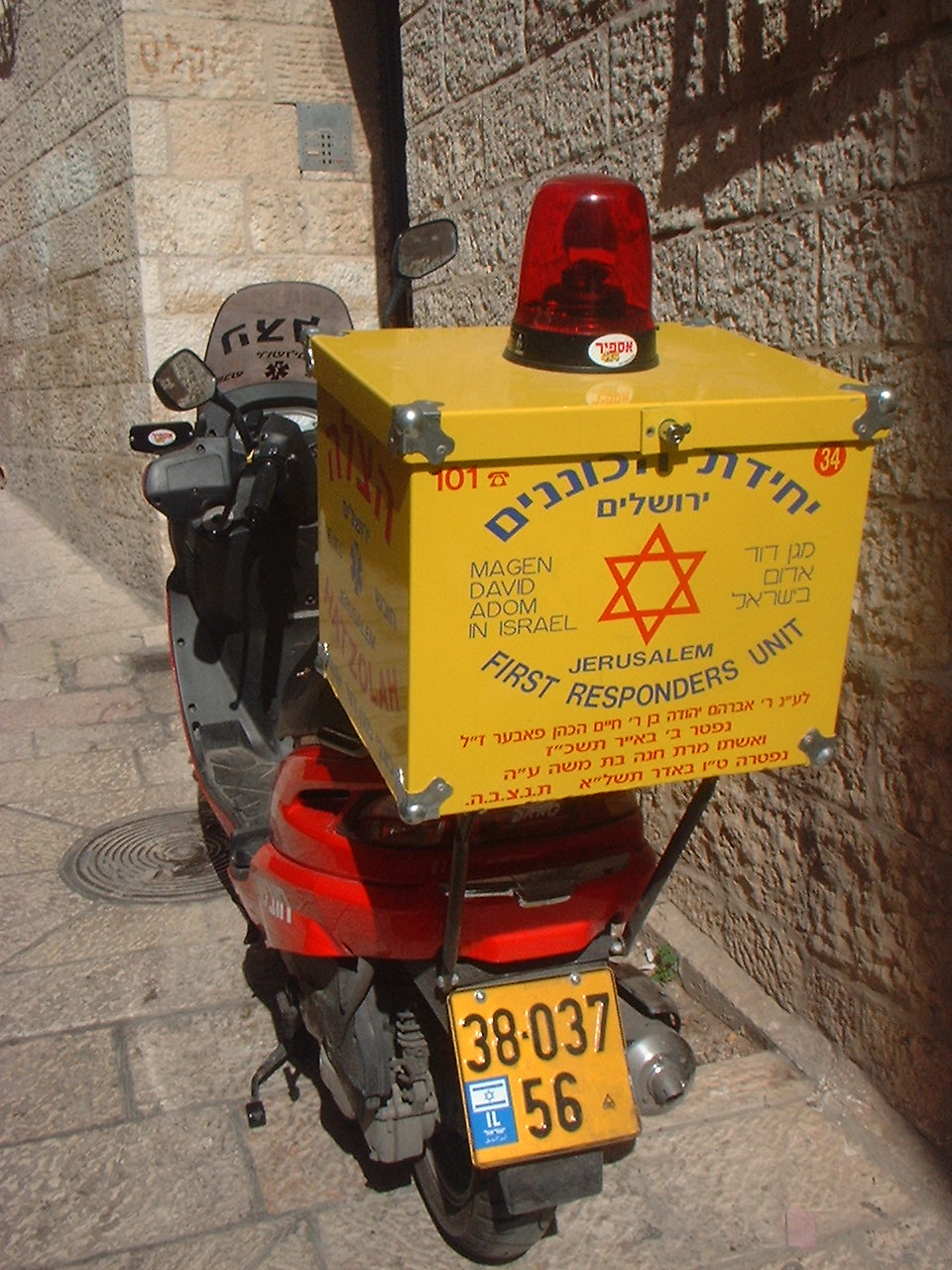
Skuter pierwszej pomocy medycznej Czerwonej Gwiazdy Dawida w Jerozolimie w Izraelu

Godło tureckich sułtanów dynastii Karamanidów, Anatolia XIII-XV w.

Gwiazda Dawida (מָגֵן דָּוִד magen Dawid), zwana też tarczą Dawida – sześciopromienna gwiazda (heksagram) złożona z dwóch zachodzących na siebie trójkątów równoramiennych (najczęściej równobocznych) obróconych względem siebie. Wierzchołki gwiazdy Dawida w przypadku trójkątów równobocznych leżą na okręgu w punktach odpowiadających parzystym godzinom na tarczy zegara. Przez Żydów zwana tarczą Dawida, w gnozie i innych systemach wiedzy ezoterycznej znana jest jako pieczęć Salomona.

## Historia
Najstarszym zabytkiem gdzie występuje ten symbol jest relief z VII w. p.n.e. autorstwa prawdopodobnie Jehoszui ben Asjahu (wykopaliska w Sydonie – na pieczęci).
W średniowieczu była używana jako herb przez postseldżuckie (powstałe po upadku Sułtanatu Rumu), tureckie emiraty w Anatolii, np. przez Emirat Karaman.
Od 1866 r. razem z krzyżem greckim i splecionymi w uścisku dłońmi w herbie Kolbuszowej. 
Od 1897 godło syjonizmu. Choć gwiazda Dawida jest jednym z symboli religii żydowskiej, to obecnie ma wymiar przede wszystkim narodowościowy. Od 1948 roku występuje jako element centralny flagi Izraela. Jest ona również oficjalnym symbolem państwa Izrael i umieszczana jest na oficjalnych dokumentach.

## Pochodzenie i symbolika
Niektórzy przypuszczają, iż znak ten nie ma nic wspólnego z biblijnym królem Dawidem, lecz jest znacznie starszy. Część badaczy uważa, że chodzi tu o gwiazdę Kijuna (Księga Amosa 5:26), zwaną także gwiazdą Remfana (Dzieje Apostolskie 7:43). Obie nazwy są starożytnymi określeniami planety Saturn, której symbolem mogła być sześciopromienna gwiazda. Werset z księgi Amosa sugeruje, iż Izraelici przejęli jej kult od Kananejczyków wraz z kultem Molocha. Dzisiejsza nazwa gwiazdy może wynikać z faktu, iż syn i następca króla Dawida, Salomon, pod koniec życia zwrócił się ku politeizmowi (1 Królewska 11:4-8) i być może wówczas kult gwiazdy Kijuna nabrał szczególnego znaczenia w starożytnym Izraelu.
W żydowskich naukach ezoterycznych heksagram znany jest pod tradycyjną nazwą pieczęci Salomona. Symbol ten sięga korzeniami aż po Daleki Wschód, gdzie znany był jako Wielka Yantra w tantryzmie hinduistycznym. Trójkąt skierowany wierzchołkiem do dołu symbolizował pradawną samicę, istniejącą przed początkiem świata. Wytworzyła ona w sobie nasienie, które wyrosło w ujawnioną męskość, reprezentowaną przez trójkąt skierowany wierzchołkiem ku górze. Heksagram symbolizuje połączenie tych dwóch pierwotnych sił. Żydowska kabała przejęła ten symbol z pełną świadomością jego charakteru płciowego, heksagram kabalistyczny pokazywał złączenie męskiego bóstwa z jego żeńską esencją, interpretowaną jako Szechiną. Tym samym stosunek płciowy mężczyzny i kobiety stał się uświęconym wydarzeniem. Na poziomie duchowym heksagram jest najwyższym symbolem zrównoważonej boskości.
Heksagram pojawia się także w przedstawieniach hinduskiej mandali, jako wyobrażenie medytacji, oraz kamiennych rzeźbach z Ameryki Środkowej, niosąc za sobą tajemnicze przesłania. W alchemii heksagram symbolizuje męską/żeńską dwoistość ognia i wody, a także cztery żywioły. W magii łączony był z egzorcyzmami.

## Geometria
Gwiazdę Dawida można skonstruować poprzez przedłużenie boków sześciokąta foremnego aż do przecięcia się boków. Można też to zrobić w następujący sposób:
1. narysować okrąg o środku w punkcie S i promieniu r.
2. zaznaczyć na okręgu
  1. punkt A
  2. punkty B i C, które leżą w odległości r od punktu A.
  3. punkt D leżący w odległości r od punktu B.
  4. punkt E leżący w odległości r od punktu C.
  5. punkt F leżący w odległości r od punktów D i E.
3. narysować odcinki BF, BC, CF, DE, DA i EA.